# Eric Elias Lindström
Eric Elias Lindström, född 30 mars 1797 i Östhammars församling, Uppsala län, död 16 juni 1883 i Adolf Fredriks församling, Stockholm, var en svensk grosshandlare.
Lindström var även amatörmusiker och -sångare samt donerade medel till Kungliga Musikaliska Akademien 1864. Han invaldes som ledamot nummer 394 i akademien den 13 maj 1864.